# Бела и Булдози
Бела и Булдози (енгл. Bella and the Bulldogs) америчка је играна телевизијска комедија направљена од стране Џонатана Батлера и Габријела Гарзеа, премијерно приказана на Никелодиону 17. јануара 2015. године. Серија обухвата две сезоне са укупно 40 епизода. Серија је комерцијално успешна, јер је свака епизода у просеку гледана од стране 1.29 до 2,52 милиона гледалаца. Серија је освојила Мексичку награду по избору деце 2016. године у категорији омиљеног интернационалног програма. Главне улоге у серији тумачили су Брек Бесинџер, Кој Стјуарт, Џеки Радински, Бади Хандлсон, Лилимар Ернандез, Хејли Тју и Рио Манџини, који је постао део главне глумачке поставе од друге сезоне серије.
Серија прати комичан и драматичан живот тинејџерке Беле Досон, која од навијачице постаје вођа напада у школском тиму америчког фудбала. Њен тим, који је до њеног доласка у целини био мушког пола, је због предрасуда о женама и спорту не прихвата. Међутим, уз помоћ своје две најбоље пријатељице, успева да докаже да је, како се испоставило, боља од већег дела тима. Такође битан лик серије је спортски коментатор, Ејс МекФаблс, који је и више него посвећен свом послу, али понекад током утакмице, својим коментарисањем, даје већу подршку тиму своје школе, Булдози, уместо подједнакој подршци према свим тимовима, како је у његовом опису посла.
У Србији, Црној Гори, Републици Српској и Северној Македонији серија је премијерно приказана 1. новембра 2015. године на каналу Никелодион, синхронизована на српски језик. Синхронизацију је радио студио Голд диги нет. Од 7. октобра 2018. године синхронизација се емитује и на каналу Вавум. Уводна шпица није синхронизована. Српска синхронизација нема ДВД издања.

## Ликови

### Главни ликови
- Бела Досон (енгл. Bella Dawson) седамнаестогодишња је девојка и протагониста серије. Уз подршку својих најбољих другарица, Софи и Пепер, постаје вођа надада школског тима америчког фудбала.[2] С обзиром на то да је пре уласка у тим била навијачица и да је женско, тим је не прихвата одмах, али временом се међусобно спријатељују и прихватају да је одличан спортиста. Оптимистична је, паметна и самоуверена, што јој помаже да одржи позитивну атмосферу у тиму и помогне својим пријатељима у невољи.[2]
- Трој Диксон (енгл. Troy Dixon) бивши је вођа напада и актуелни крилни хватач, откад се Бела придружила тиму.[3] Има велики его и често не прати правила,[3] већ ради по свом, што неретко доводи њега и његов тим у невоље. Нема девојку јер не воли да буде у вези са једном девојком, већ жели могућност да бира свог партнера у изласцима, школским игранкама и сл.
- Њут низак је и нејак тинејџер, који је поред своје слабе грађе члан тима америког фудбала.[4] Заљубљен је у Софи, коју иритира његово шармирајуће понашање када је она у близини, због чега га током целе серије игнорише. Први је у тиму признао да је Бела талентована,[4] али то није признао јер се плашио да га остатак тима не одбаци из друштва и често ради оно што му други кажу, без своје воље.

## Улоге
| Име лика     | Глумац/ица       | Српски глас              |
| ------------ | ---------------- | ------------------------ |
| Бела Досон   | Брек Бесинџер    | Ивана Тењовић            |
| Трој Диксон  | Кој Стјуарт      | Вељко Смиљанић           |
| Сојер        | Џеки Радински    | Огњен Мићовић            |
| Њут          | Бади Хандлсон    | Никола Тодоровић         |
| Софи         | Лилимар Ернандез | Снежана Јеремић Нешковић |
| Пепер        | Хејли Тју        | Милена Моравчевић        |
| Ејс Мекфаблс | Рио Манџини      | Алекса Станиловић        |
| Тренер Расел | Дориен Вилсон    | Бојан Хлишћ              |
| Кери Досон   | Ени Тедеско      | Ива Стефановић           |

## Епизоде
| Сезона | Сезона | Епизоде | Премијерно приказивање (САД) | Премијерно приказивање (САД) | Премијерно приказивање (Србија) | Премијерно приказивање (Србија) |
| Сезона | Сезона | Епизоде | Прва епизода                 | Последња епизода             | Прва епизода                    | Последња епизода                |
| ------ | ------ | ------- | ---------------------------- | ---------------------------- | ------------------------------- | ------------------------------- |
|        | 1      | 20      | 17. јануар 2015.             | 30. мај 2015.                | 1. новембар 2015.               | 15. мај 2016.                   |
|        | 2      | 20      | 30. септембар 2015.          | 25. јун 2016.                | 22. мај 2016.                   | 8. јануар 2017.                 |

## Постигнућа

### Рејтинзи
| Сезона | Епизоде | Прва епизода        | Прва епизода       | Последња епизода | Последња епизода   | Прос. гледаоца (милиони) |
| Сезона | Епизоде | Датум               | Гледаоци (милиони) | Датум            | Гледаоци (милиони) | Прос. гледаоца (милиони) |
| ------ | ------- | ------------------- | ------------------ | ---------------- | ------------------ | ------------------------ |
| 1      | 19      | 17. јануар 2015.    | TBD                | 30. мај 2015.    | TBD                | 1.65                     |
| 2      | 20      | 30. септембар 2015. | TBD                | 25. јун 2016.    | TBD                | 1.29                     |

### Награде и номинације
| Година | Награда                            | Категорија                      | Резлултат  | Реф.  |
| ------ | ---------------------------------- | ------------------------------- | ---------- | ----- |
| 2016.  | Мексичка награда по избору деце    | Омиљени интернационални програм | Освојено   | [ 6 ] |
| 2016.  | Колумбијска награда по избору деце | Омиљени интернационални програм | Номинација | [ 7 ] |